# Cyornis superbus
El papamoscas de Borneo (Cyornis superbus) es una especie de ave paseriforme de la familia Muscicapidae endémica de Borneo.

## Distribución y hábitat
Es endémica de las selvas montanas de la isla de Borneo y la adyacente isla de Banguey.